# Віто Дель'Аквіла
Віто Дель'Аквіла (італ. Vito Dell'Aquila; нар. 3 листопада 2000) — італійський тхеквондист, олімпійський чемпіон 2020 року, чемпіон світу та Європи.

## Виступи на Олімпіадах
| Олімпіада  | Дисципліна | Місце |
| ---------- | ---------- | ----- |
| Токіо 2020 | до 58 кг   | 1     |
| Париж 2024 | до 58 кг   | 5     |